# Belgio ai XIV Giochi olimpici invernali
Il Belgio partecipò ai XIV Giochi olimpici invernali, svoltisi a Sarajevo, Jugoslavia, dall'8 al 19 febbraio 1984, con una delegazione di 4 atleti impegnati in due discipline.